# Trần Thị Tuyến
Trần Thị Tuyến (chữ Hán: 陳氏線; 16 tháng 12 năm 1791 – 4 tháng 1 năm 1852), còn có húy là Hương, phong hiệu Tam giai Trang tần (三階莊嬪), là một cung tần của vua Minh Mạng nhà Nguyễn trong lịch sử Việt Nam.

## Tiểu sử
Trang tân Trần Thị Tuyến nguyên quán ở huyện Phú Lộc, tỉnh Thừa Thiên. Thân phụ của bà là ông Trần Công Nghị, sau được truy phong làm Vệ úy. Bà sinh ngày 21 tháng 11 (âm lịch) năm Tân Hợi (1791). Bà nhập cung hầu vua Minh Mạng năm Kỷ Tỵ (1809), lúc đó ông còn là một hoàng tử.
Sau khi vua Minh Mạng lên ngôi, bà được phong dần đến chức Trang tần (莊嬪) ở hàng Tam giai, chỉ xếp dưới mỗi Nhất giai Hiền phi Ngô Thị Chính (không kể Nhất giai Thần phi Hồ Thị Hoa và Nhị giai Gia phi Phạm Thị Tuyết đều đã mất trước đó). Thời Minh Mạng có 2 đợt sách phong cung giai các năm 1836 và 1838 trong đó đợt 1838 có 3 vị Tần nhận phong là Huệ tần, Hòa tần và Lệ tần nên có thể tạm đoán bà Trang tần được phong năm 1836. Trong số hậu phi lúc đó có Hiền phi Ngô Thị Chính đứng đầu, bà Trang tần thứ 2, tiếp sau đó là Thục tần Nguyễn Thị Bảo và An tần Hồ Thị Tùy.
Bà mất ngày 14 tháng 11 (âm lịch) năm Tân Hợi (Dương lịch đã là năm 1852) dưới triều vua Tự Đức, hưởng thọ 60 tuổi, thụy là Uyên Thục (淵淑). Theo Đại Nam thực lục, bà Trang tần theo hầu Thánh Tổ Minh Mạng nhiều năm, hòa thuận hợp đạo.
Tháng 4 (âm lịch) năm Nhâm Tý (1852), vua chuẩn cho dựng nhà thờ riêng dành cho tiền triều Trang tân Trần thị và Đinh Quý tân (một người vợ thứ của vua Thiệu Trị khi ông còn nơi tiềm để).

## Hậu duệ
Trang tân Trần Thị Tuyến sinh cho vua Minh Mạng được 2 hoàng tử, là:
- Ninh Thuận Quận vương Nguyễn Phúc Miên Nghi (30 tháng 12 năm 1810 – 12 tháng 8 năm 1874), hoàng tử thứ 4.
- Trấn Man Quận công Nguyễn Phúc Miên Tích (8 tháng 3 năm 1823 – 5 tháng 8 năm 1866), hoàng tử thứ 23.

## Trong văn hoá đại chúng
| Năm  | Tác Phẩm        | Diễn Viên | Nhân Vật  |
| 2020 | 《Phượng khấu》 |           | Trang Tần |